# План Рабли — Шахта — Вольтата
План Рабли — Шахта — Вольтата — нереализованный проект межправительственного соглашения по организации эмиграции евреев из Германии и Австрии, обсуждавшийся в 1938—1939 годах. 
Планировалось в течение 3-5 лет обеспечить эмиграцию из нацистской Германии 150 тысяч трудоспособных евреев в США, Великобританию и другие страны за счет средств самих эмигрантов и международной помощи, а затем и всех остальных евреев. План провалился из-за нежелания других стран принимать беженцев и политики нацистов, игнорировавших предварительные договорённости.

## Предшествующие события

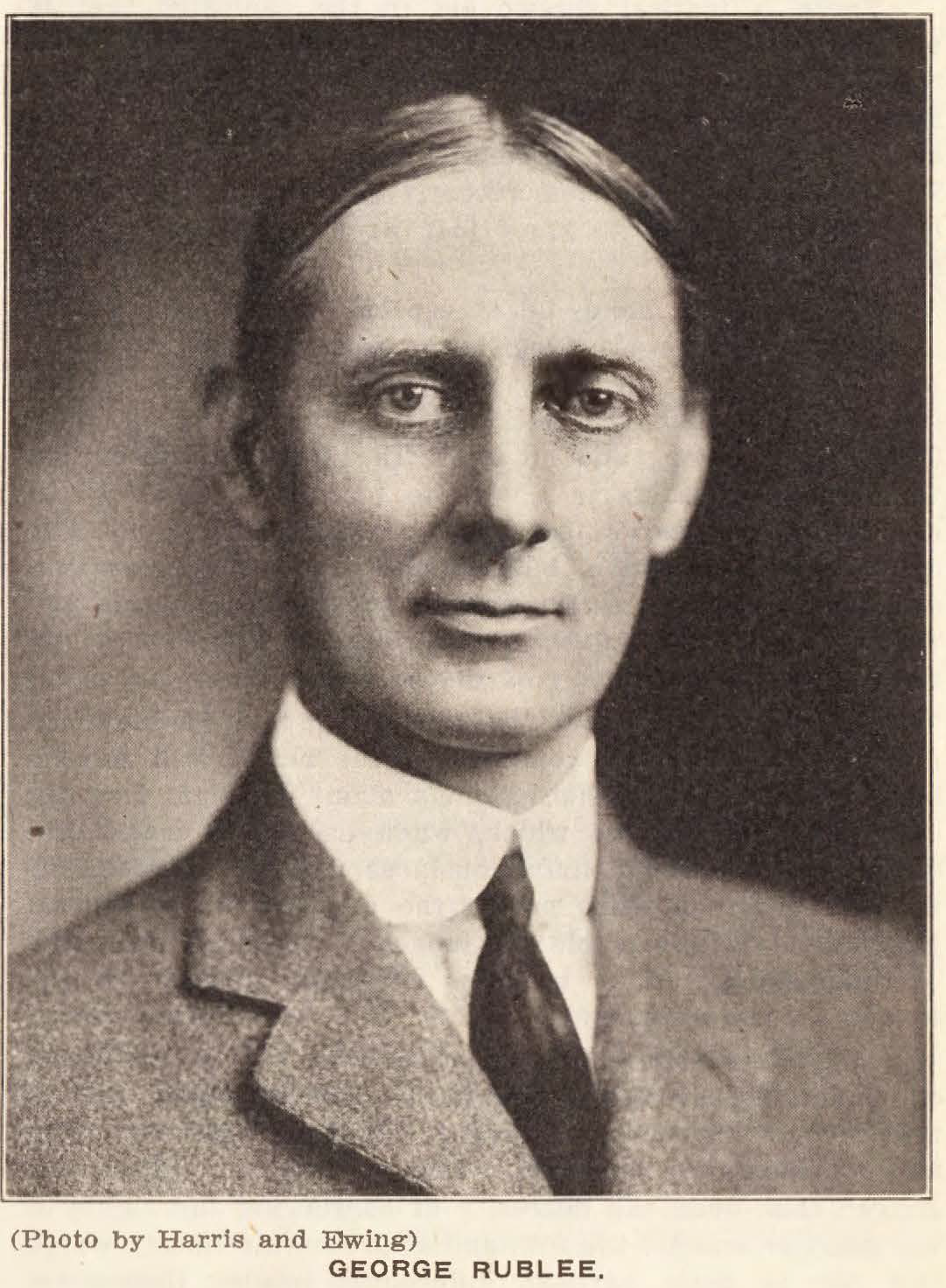
Джордж Рабли

В 1933 году к власти в Германии пришли национал-социалисты, чьё отношение к евреям было основано на идеях расового антисемитизма. Преследование евреев имело следствием массовую эмиграцию. В 1933—1937 годах из Германии уехало 130 тысяч евреев. После аншлюса нацистами Австрии в марте 1938 года начался исход евреев и из этой страны.
В июле 1938 года на межправительственной Эвианской конференции по проблеме беженцев, созванной по инициативе президента США Франклина Рузвельта, было принято решение создать в Лондоне Межправительственный комитет по делам беженцев (ICR, IGCR) из представителей стран-участниц конференции. 6 августа исполнительным директором комитета был избран представитель США адвокат Джордж Рабли. Рабли запросил разрешения на переговоры с Германией, но его отъезд был задержан из-за судетского кризиса.
Основная проблема состояла в том, что другие страны отказывались принимать еврейских беженцев, либо принимали их в ничтожном количестве. Из-за изоляционистских и антииммигрантских настроений, господствовавших в то время в США, администрация Рузвельта не могла ни ослабить ограничения на въезд евреев в США, ни даже выделить деньги на финансирование эмиграции в другие страны. Созыв конференции был по сути демонстрацией желания «что-то сделать для евреев» без каких-либо возможностей для реального изменения ситуации.

## Договоренности Рабли с представителями Германии

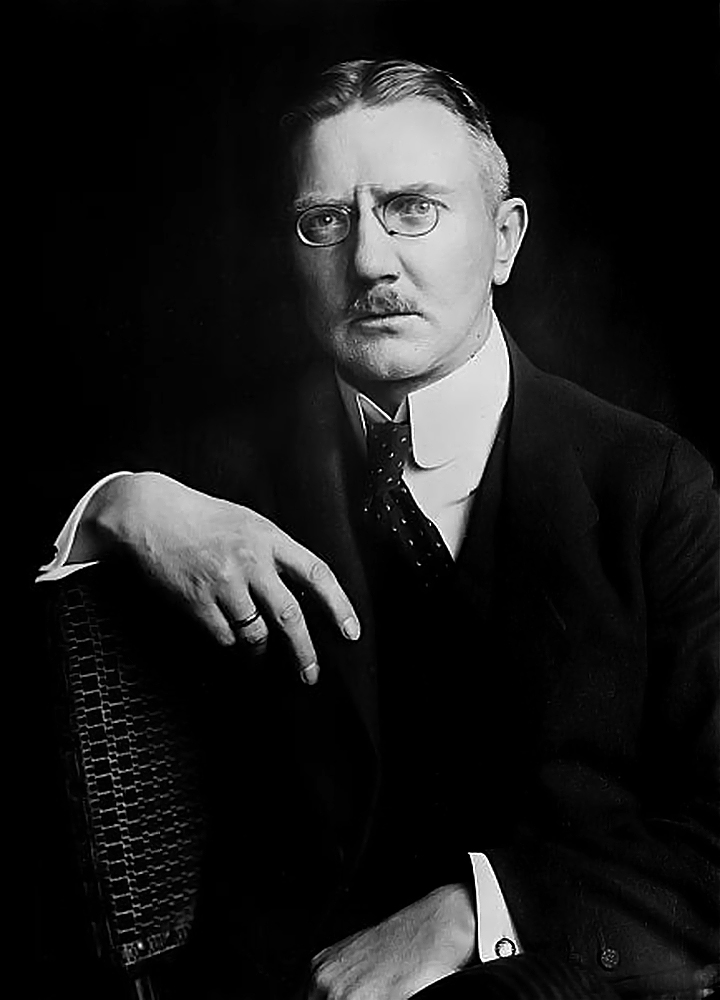
Ялмар Шахт

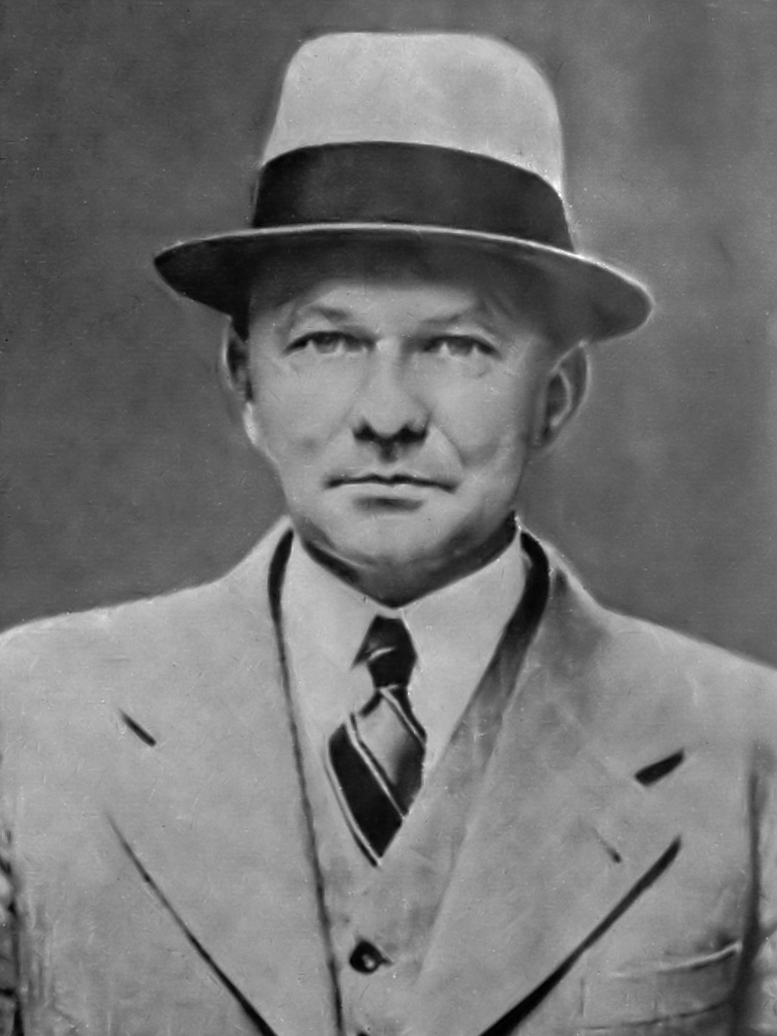
Гельмут Вольтат

Первоначально рейхсминистр экономики Герман Геринг поручил разработку деталей соглашения австрийскому министру экономики Гансу Фишбёку. После событий «Хрустальной ночи» Геринг и президент Рейхсбанка Ялмар Шахт договорились, что этот проект берёт на себя Шахт. Начальная инициатива при этом исходила непосредствено от Гитлера, он же контролировал ход переговоров.
15 декабря 1938 года Рабли по поручению президента США Франклина Рузвельта встретился в Лондоне с Шахтом. Он пытался убедить власти Германии дать евреям возможность выезда с вывозом части их капиталов чтобы заинтересовать другие страны в их иммиграции. Рабли предложил Шахту разработать программу по эмиграции в течение пяти лет всех проживающих в Германии трудоспособных евреев — как граждан Германии, так и лиц без гражданства. В качестве дополнения к заключённому в 1933 году соглашению Хаавара об иммиграции евреев в Палестину новое соглашение должно было содействовать иммиграции и во многие другие страны. Госдепартамент США положительно отнёсся к этой идее, а Великобритания и Франция, напротив, скептически.
За спасение евреев Шахт потребовал 3 млрд рейхсмарок, что равнялось 1 млрд 200 млн долларов. Несмотря на ультимативность предложения Шахта и несуразность суммы, переговоры были продолжены. По поручению Рузвельта Рабли отправился в Берлин, где находился с 11 января по 2 февраля 1939 года.
Однако, по мнению министра иностранных дел Германии Риббентропа, Шахт, устроив эти переговоры, вторгся в сферу полномочий МИДа. Шахт ссылался на прямое поручение Гитлера и Геринга. В итоге после смещения Шахта с поста председателя Рейхсбанка 20 января 1939 года Геринг поручил дальнейшее ведение переговоров с Рабли советнику Министерства экономики Гельмуту Вольтату.
1 февраля Рабли составил по итогам переговоров с Шахтом и Вольтатом строго секретный меморандум с проектом договора, в котором среди прочих содержались следующие пункты:
- Определение принадлежности к евреям согласно Нюрнбергским законам.
- Разделение евреев на «наёмных рабочих» (трудоспособные евреи в возрасте от 15 до 45 лет), «имеющих право на получение материальной помощи», «пожилых и немощных» (от 45 лет) и «нежелательных».
- Изначальный выезд за границу около 150000 «наёмных рабочих» в течение 3-5 лет.
- Разделение на «арийцев» и «неарийцев» до тех пор, пока немецкие рабочие места занимают еврейские «наёмные рабочие».
- Создание трастового фонда с правлением из двух немецких и двух зарубежных доверенных лиц, на 25 % состоящего из еврейских активов — для приобретения инвентаря, покрытия путевых и фрахтовых издержек, а также для содействия проектам по строительству жилья для мигрантов.
- Содержание лиц, неспособных заработать себе на жизнь, должно производиться в первую очередь за счёт еврейских активов в Германии, не учитывая их части, переданной в трастовый фонд.
- Аванс валюты 150000 эмигрантам в качестве «помощи для иммиграции» от стран-членов ICR и последующий трансфер активов трастового фонда по выгодному валютному курсу.
- Привлечение компании Хаавара к трансферным перевозкам в утвержденных ранее пределах.
- Организационное урегулирование в части паспортов, обучения новым специальностям и провоза дозволенных товаров.

Выгода для Германии от такого решения, которую видел и поддерживал Шахт, состояла в том, что, избавляясь от евреев, Германия одновременно получала существенный экспорт своих товаров с последующим спросом на обслуживание и запчасти. Ранее Шахт добился у Гитлера одобрения этого плана. Ключевой частью плана был трастовый фонд на 6 млрд рейхсмарок или 2,4 млрд долларов, автором этой идеи был Фишбек.
Проект договора не содержал никаких указаний на то, как должны были осуществляться поступление еврейских активов в фонд и запланированное обеспечение содержания (например, арест имущества).
Правительства США и Великобритании поддержали соглашение. Мнение еврейских лидеров разделилось — часть были за, часть против. Многие из них считали, что нельзя поддерживать конфискацию собственности евреев и их изгнание из Германии. Одну из ключевых проблем представляло требование еврейским организациям собрать 600 млн долларов. Для сравнения весь бюджет «Джойнта» составлял в 1939 году 8,1 млн долларов, из которых 1 млн долларов был потрачен на решение проблемы беженцев на пароходе «Сент-Луис».

## Провал плана

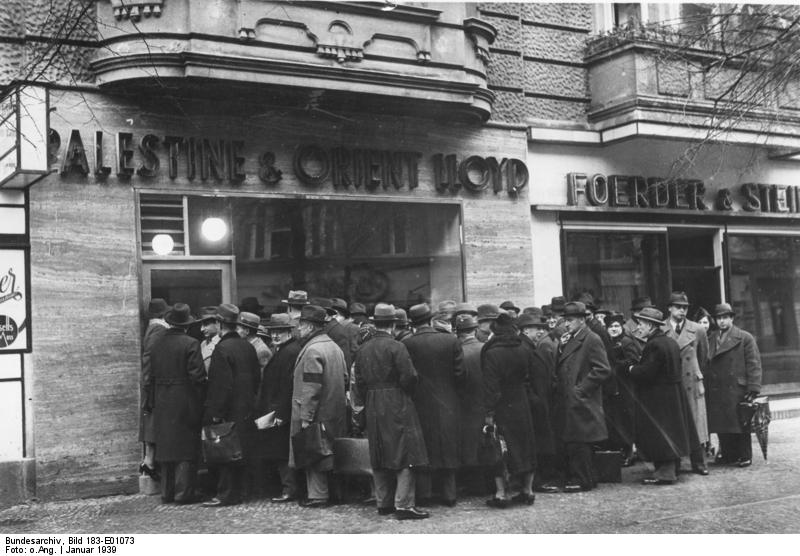
Очередь на оформление выездных документов в Берлине, январь 1939

Однако, вопреки предварительным договорённостям, 11 февраля 1939 года на заседании «Имперского центра по еврейской эмиграции» Рейнхард Гейдрих заявил, что полагаться на план Рабли не следует и нужно стимулировать эмиграцию всеми имеющимися средствами. План нацистов в отношении евреев, по мнению историка Иегуды Бауэра, состоял в одновременном проведении двух политик: переговоров об их «продаже» и одновременном ограблении и вытеснении из страны. Избавление от евреев достигалось в любом случае вне зависимости от успеха или неуспеха переговоров с Западом.
На заседании ICR 13-14 февраля правительства стран, представленные в комитете, согласились «содействовать возможности постоянного поселения вынужденных эмигрантов» из Германии в течение следующих пяти лет, «в рамках законов и обычной практики правительств стран-членов». По сути члены комитета отказались от каких-либо конкретных обязательств по квотам приема, а просто «признали» создание частной международной организации для сотрудничества в финансировании эмиграции. В итоге заседания Рабли объявил о своей отставке, пробыв на посту исполнительного директора ICR шесть месяцев. Его сменил Верховный комиссар по делам беженцев в Лиге Наций сэр Герберт Эмерсон.
Дальнейшее ведение переговоров было возложено на Роберта Пелла. Но 21 февраля Геринг издал декрет, требовавший от немецких евреев в течение двух недель сдать властям по фиксированной цене все предметы из драгоценных металлов. 25 февраля еврейские организации в Германии получили указание предоставлять полиции ежедневные списки ста человек, которые должны были покинуть Германию в течение 2 недель. Это нарушало все предварительные договорённости Рабли и Вольтата. К тому же не было ещё стран, которые были бы готовы принять этих беженцев.
3 марта Пелл отправился в Берлин для переговоров с Вольтатом с предварительным планом эмиграции, рассчитанным на 3-5 лет. Пелл ранее согласовал с Эмерсоном направление комиссий со стороны США и Великобритании для выбора мест будущей эмиграции с одновременной проработкой вопроса финансирования.
Вольтат в свою очередь был намерен поддержать массовую эмиграцию по плану Гейдриха. Вольтат сделал запрос о готовности принимать беженцев: выяснилось, что в США и других странах работа по подготовке к приёму беженцев находится на начальном этапе. В мае делегация немецких евреев в Лондоне также не получила никаких документальных подтверждений готовности к содействию эмиграции евреев из Германии.
Более того, не предполагая, что альтернативой «выкупу» немецких евреев будет массовое уничтожение, против плана выступили некоторые еврейские организации США и Европы, особенно из левой части политического спектра. Они опасались, что такое соглашение спровоцирует другие страны, в частности Польшу и Румынию на аналогичные действия по отношению к евреям. Также эти организации участвовали в организации антигерманского бойкота, а план предполагал, что евреи станут по сути «продавцами» немецких товаров, поставляемых взамен изъятого еврейского имущества. Ситуация осложнилась ещё больше после публикации Великобританией Белой книги 17 мая 1939 года. Под давлением арабов Британия ограничила иммиграцию евреев в Палестину в количестве не более 75 тысяч человек за ближайшие 5 лет.
Туманные перспективы плана организованной эмиграции стимулировали нацистские власти во главе с Гейдрихом усилить давление на еврейскую общину с требованиями покинуть территорию рейха. В конце концов, в связи с отсутствием реальных возможностей для переселения и его финансирования план Рабли полностью провалился и с началом Второй мировой войны потерял актуальность.
По мнению Иегуды Бауэра, шансов на успех у этого плана не было изначально и вина за это лежит в первую очередь на союзниках. Евреи не могли собрать такую сумму, которую требовали нацисты, нацисты находились в плену ложной концепции «всесилия евреев» и не верили, что они не могут «надавить» на правительства других стран, а страны Запада видели в евреях «враждебных чужаков». Для решения этой проблемы правительствам демократических стран достаточно было бы общей порядочности. Это позволило бы не только спасти сотни тысяч человек, но и помочь в предстоящей войне, поскольку многие из этих людей вступили в армии союзников. Но это требовало иного мышления, приоритетов и целей западных держав по сравнению с существовавшими в то время.